# Harvey Bainbridge
Harvey Frederick Bainbridge (Dorset, 24 settembre 1949) è un bassista e tastierista inglese.
È famoso per la sua collaborazione con la space rock band Hawkwind, avvenuta dal 1978 al 1991, prima come bassista, poi come tastierista. Ha anche realizzato album come solista.

## Discografia

### Con gli Hawkwind

#### Album studio
- 1978 - "25 Years On"
- 1980 - "Levitation"
- 1981 - "Sonic Attack"
- 1982 - "Church of Hawkwind"
- 1982 - "Choose Your Masques"
- 1985 - "The Chronicle of the Black Sword"
- 1988 - "The Xenon Codex"
- 1990 - "Space Bandits"

#### Live
- 1980 - "Live Seventy Nine"
- 1986 - "Live Chronicles"
- 1991 - "Palace Springs"

### Con l'Alman Mulo Band
- 1983 - "Mamissi"
- 1985 - "Orisha"
- 1986 - "Invisible Warrior"
- 1990 - "Afrodiziac Dreamtime"
- 1994 - "Diamond & Toads"

### Solista
- 1993 - "Interstellar Chaos"
- 1996 - "Red Shift"
- 2000 - "Harvey Bainbridge Live 2000"